# Kỳ nghỉ nhớ đời
Kỳ nghỉ nhớ đời (tiếng Hàn: 국제수사, tiếng Anh: The Golden Holiday) là một bộ phim hài hành động của Hàn Quốc do đạo diễn Kim Bong-han cùng với công ty Changchun Film Co., Ltd. sản xuất. Phim có sự tham gia của các diễn viên nổi tiếng như Kwak Do-won, Kim Dae-myung, Kim Sang-ho và Kim Hee-won. Phim bắt đầu công chiếu tại các rạp ở Hàn Quốc vào ngày 29 tháng 9 năm 2020 và tại Việt Nam vào ngày 30 tháng 10 năm 2020.

## Nội dung
Bộ phim kể về chuyến du lịch Philippines của gia đình anh cảnh sát Hong Byeong-soo nhân kỷ niệm 10 năm ngày cưới. Trong khi vợ và con gái đắm chìm trong niềm hạnh phúc lần đầu xuất ngoại, Byeong-soo bí mật điều tra tung tích của Kim Yong-bae – một người bạn cũ, cũng là tay lừa đảo cộm cán đã trốn khỏi Hàn Quốc vài năm trước đây. Gặp lại Yong-bae trong tù với tội danh giết người, Byeong-soo được nghe câu chuyện hấp dẫn về “Kho vàng của Yamashita”. Thanh tra gà mờ không hề biết rằng bản thân đang bị cuốn vào một phi vụ nguy hiểm tầm cỡ quốc tế, thậm chí phải đánh đổi bằng cả tính mạng của bản thân mình.
Byeong-soo gặp lại người bạn thân Hwang Man-cheol, cả hai ghé thăm Yong-bae trong tù, họ thảo luận về số vàng của một vị tướng Nhật Bản tên Yamashita được cất giấu ngoài biển Philippines từ thời Thế chiến hai. Byeong-soo đưa tiền cho vợ con đi chơi xa để một mình anh ở lại đi tìm kho báu. Trong khi đó, một băng đảng xã hội đen cầm đầu bởi tên tội phạm Patrick cũng đang muốn tìm số kho báu trên. Patrick chính là người đã đổ tội giết người cho Yong-bae và cũng là kẻ tạo phản giết chết ông chủ của mình. Byeong-soo đã giải cứu Park Chun-shik - một nhân chứng có thể minh oan cho Yong-bae - khỏi những tên cảnh sát làm việc cho Patrick. Sau đó một phụ nữ đã chỉ điểm cả hai khiến họ bị Patrick bắt giữ.
Patrick giết chết Chun-shik rồi đổ tội cho Byeong-soo. Byeong-soo trở thành đối tượng bị truy nã, phải tìm đến Man-cheol nhờ giúp đỡ. Man-cheol mua một khẩu súng và thuê hai vệ sĩ, họ cùng nhau đến khách sạn vừa xảy ra vụ án mạng để điều tra nhưng không có kết quả. Một nhà nghỉ gần đó có camera đã quay lại cảnh Patrick vào khách sạn. Byeong-soo bắt giữ Patrick rồi giao nộp hắn cùng với đoạn phim bằng chứng cho cảnh sát, tuy nhiên Patrick đã mua chuộc cảnh sát, khiến Byeong-soo bị tống vào tù. Yong-bae đồng ý đưa mật khẩu chiếc két sắt (có chứa bản đồ dẫn đến chỗ số vàng) trong ngân hàng cho Patrick, đổi lại hắn phải giúp Byeong-soo được tại ngoại.
Byeong-soo được trả tự do và gặp lại vợ con mình. Để xác minh Patrick là tội phạm bị truy nã ở Hàn Quốc, nhóm của Byeong-soo đã lừa hắn vào tiệm massage và kiểm tra hình xăm trên người hắn. Patrick đã đưa Yong-bae đến một vùng biển để tìm số vàng, họ tìm thấy một cái thùng. Khi Patrick định hành quyết Yong-bae thì nhóm của Byeong-soo đến giải cứu anh. Patrick định tẩu thoát cùng với thùng "kho báu", ngờ đâu bên trong thùng toàn là đá, và hắn bị cảnh sát bắt giữ. Sau đó Byeong-soo, Yong-bae và Man-cheol lặn xuống biển và tìm được số vàng. Trong cảnh hậu danh đề, Byeong-soo trở về Hàn Quốc và tặng vài hộp kem đánh răng cho một nữ nhân viên ngân hàng.

## Diễn viên
- Kwak Do-won vai Hong Byeong-soo
- Kim Dae-myung vai Hwang Man-cheol
- Kim Sang-ho vai Kim Yong-bae
- Kim Hee-won vai Patrick
- Shin Seung-hwan vai Park Chun-sik
- Shin Dong-mi vai Mi-yeon
- Lee Han-seo vai Ji-yoon
- Yu Gene-woo vai Hong Byeong-soo lúc nhỏ
- Son Hyun-joo vai Thám tử Kang
- Jo Jae-yoon vai Thám tử Ahn

## Sản xuất
Phim dưới sự chỉ đạo của đạo diễn Kim Bong-han, được sản xuất bởi Changchun Film Co., Ltd. từ ngày 29 tháng 5 năm 2018 và kết thúc vào ngày 20 tháng 9 năm 2018 tại Philippines.